# مهندسی ترافیک (حمل‌ونقل)

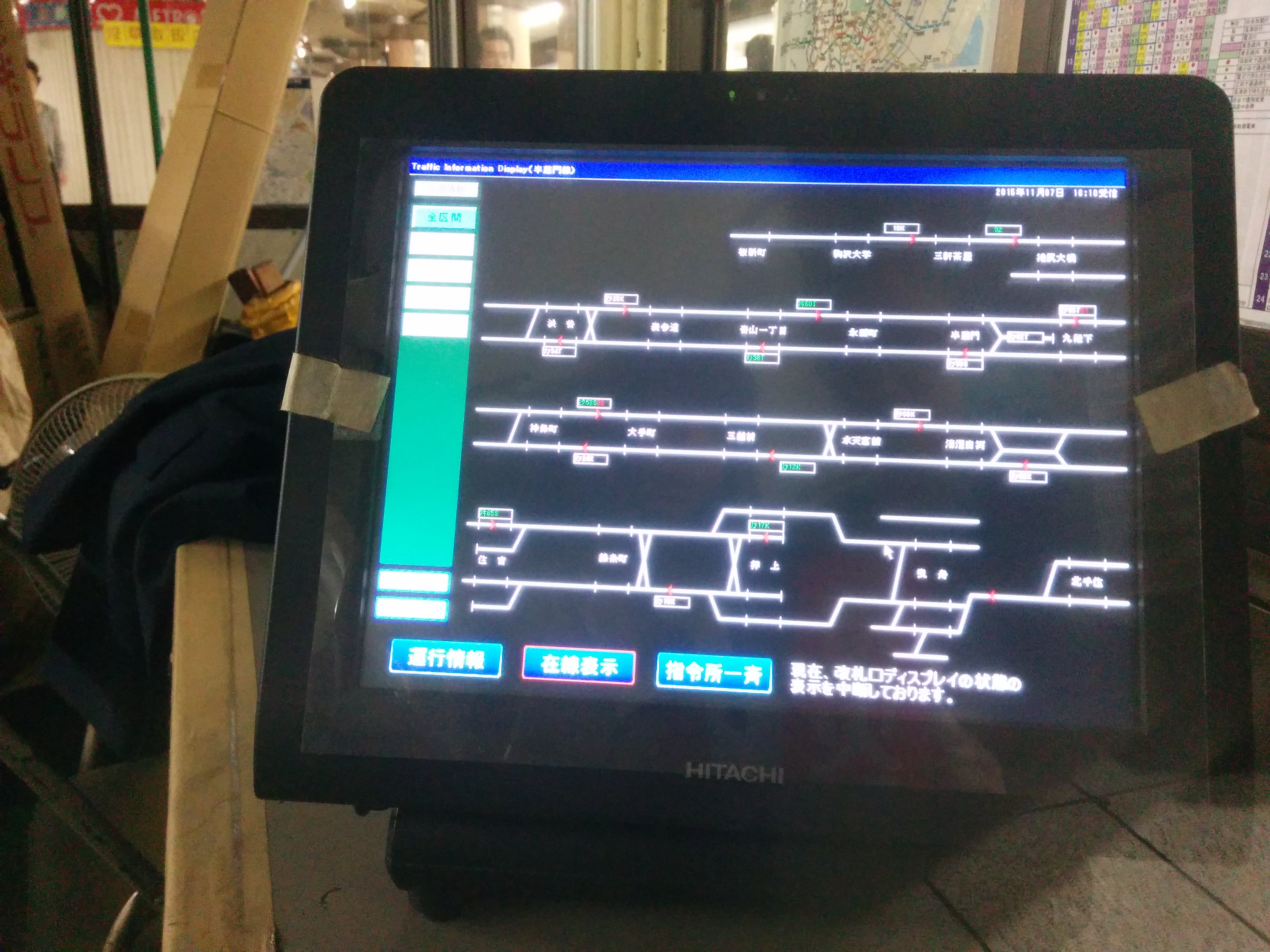
مهندسی حمل و نقل

مهندسی حمل و نقل گرایشی از رشته مهندسی عمران است که از تکنیک‌های مهندسی برای جابجایی مؤثر و ایمن مسافر و کالا بهره می‌گیرد. توجه این رشته از مهندسی عمدتاً به ساخت زیرساخت‌های ثابت مانند جاده، راه‌آهن، پل، علامت راهنمایی و چراغ راهنمایی برای این جابجایی است.
هر چند که به طور روزافزون در کنار ساخت این زیرساخت‌های ثابت، این رشته به عناصر پویایی مانند چراغ‌های راهنمایی برای مدیریت ترافیک شهری می‌پردازد. نمونه‌هایی از این عناصر پویا حسگرهایی است که در کف جاده‌ها برای اندازه‌گیری نرخ جریان نصب می‌شود یا دوربین‌های کنترل سرعت یا سامانه‌های خودکار هدایت ترافیک. این‌ها سابقه‌ای طولانی در حمل و نقل ریلی دارند. مثلاً چراغ‌های راهنمایی می‌توانند در هر زمان یکی از مسیرهایی را که تشکیل تقاطع همسطح می‌دهند، بگشایند.